# Sportgemeinschaft 09 Wattenscheid 1983-1984
Questa voce raccoglie le informazioni riguardanti la Sportgemeinschaft 09 Wattenscheid nelle competizioni ufficiali della stagione 1983-1984.

## Stagione
Nella stagione 1983-1984 il Wattenscheid, allenato da Fahrudin Jusufi, concluse il campionato di 2. Bundesliga al 15º posto. In Coppa di Germania il Wattenscheid fu eliminato al primo turno dal Charlottenburg.

## Rosa
| N. |                     | Ruolo | Calciatore          |
| -- | ------------------- | ----- | ------------------- |
|    | Germania (bandiera) | P     | Manfred Behrendt    |
|    | Germania (bandiera) | P     | Jörg Dohn           |
|    | Germania (bandiera) | D     | Thomas Duschanski   |
|    | Croazia (bandiera)  | D     | Vilson Džoni        |
|    | Germania (bandiera) | D     | Ulrich Gentze       |
|    | Germania (bandiera) | D     | Bernd Granitza      |
|    | Germania (bandiera) | D     | Michael Schuhmacher |
|    | Germania (bandiera) | D     | Thomas Siewert      |
|    | Germania (bandiera) | D     | Werner Steeger      |
|    | Germania (bandiera) | D     | Hans-Jürgen Zimmer  |
|    | Germania (bandiera) | C     | Karl Gerban         |

| N. |                     | Ruolo | Calciatore        |
| -- | ------------------- | ----- | ----------------- |
|    | Germania (bandiera) | C     | Klaus Kramer      |
|    | Germania (bandiera) | C     | Harald Kügler     |
|    | Germania (bandiera) | C     | Martin Tilner     |
|    | Germania (bandiera) | C     | Günter Tinnefeld  |
|    | Germania (bandiera) | A     | Sergio Allievi    |
|    | Germania (bandiera) | A     | Gerhard Drews     |
|    | Germania (bandiera) | A     | Norbert Elgert    |
|    | Germania (bandiera) | A     | Peter Kunkel      |
|    | Germania (bandiera) | A     | Waldemar Steubing |
|    | Germania (bandiera) | A     | Hermann Wulfmeier |

## Organigramma societario
Area tecnica
- Allenatore: Fahrudin Jusufi
- Allenatore in seconda:
- Preparatore dei portieri:
- Preparatori atletici:

## Calciomercato

### Sessione estiva
| Acquisti | Acquisti            | Acquisti             | Acquisti |
| R.       | Nome                | da                   | Modalità |
| -------- | ------------------- | -------------------- | -------- |
| C        | Harald Kügler       | Alemannia Aquisgrana |          |
| D        | Michael Schuhmacher | Uerdingen 05         |          |

| Cessioni | Cessioni        | Cessioni           | Cessioni |
| R.       | Nome            | a                  | Modalità |
| -------- | --------------- | ------------------ | -------- |
| A        | Uwe Clausmeier  | Wattenscheid 09 II |          |
| C        | Michael Henke   | Paderborn          |          |
| P        | Bernd Tilner    | Bocholt            |          |
| C        | Jürgen Willkomm | Waldhof Mannheim   |          |
| C        | Ludger Winkel   | Paderborn          |          |

### Sessione invernale
| Acquisti | Acquisti | Acquisti | Acquisti |
| R.       | Nome     | da       | Modalità |
| -------- | -------- | -------- | -------- |

| Cessioni | Cessioni | Cessioni | Cessioni |
| R.       | Nome     | a        | Modalità |
| -------- | -------- | -------- | -------- |

## Risultati

### 2. Bundesliga

#### Girone di andata
| Arbitro: | Zimmermann |

|                    |           |           |
| Metzler 39’ (rig.) | Marcatori | 45’ Drews |

| Arbitro: | Kasperowski |

|           |           |            |
| Drews 23’ | Marcatori | 25’ Hayduk |

| Arbitro: | Schäfer |

|                           |           |  |
| Balke 19’ Dubski 40’, 82’ | Marcatori |  |

| Bochum 20 agosto 1983, ore 15:00 CEST 4ª giornata | Wattenscheid 09 | 0 – 0 referto | Friburgo | Lohrheidestadion (2 500 spett.)\| Arbitro: \| Werner \| |
| Arbitro:                                          | Werner          |               |          |                                                         |

| Arbitro: | Ermer |

|                            |           |                       |
| Günther 4’, 10’ Boysen 78’ | Marcatori | 50’ Kügler 58’ Kunkel |

| Arbitro: | Assenmacher |

|           |           |               |
| Drews 17’ | Marcatori | 19’ Vorreiter |

| Arbitro: | Zimmermann |

|  |           |                      |
|  | Marcatori | 18’ Wolf 44’ Rombach |

| Colonia 10 settembre 1983, ore 15:00 CEST 8ª giornata | Fortuna Colonia | 0 – 0 referto | Wattenscheid 09 | Südstadion (1 000 spett.)\| Arbitro: \| Kasperowski \| |
| Arbitro:                                              | Kasperowski     |               |                 |                                                        |

| Arbitro: | Horeis |

|                       |           |                  |
| Siewert 3’ Kügler 57’ | Marcatori | 38’ Gundersdorff |

| Arbitro: | Brückner |

|                                |           |             |
| Sprangowski 54’ Marczewski 88’ | Marcatori | 25’ Siewert |

| Arbitro: | Osmers |

|                                             |           |                    |
| Kramer 13’ Kügler 38’, 80’ Džoni 73’ (rig.) | Marcatori | 54’, 72’ Klinsmann |

| Arbitro: | Huster |

|                              |           |            |
| Kalter 53’ Langer 89’ (rig.) | Marcatori | 31’ Kügler |

| Arbitro: | Boos |

|                                 |           |  |
| Kügler 58’, 65’ Hahn 85’ (aut.) | Marcatori |  |

| Arbitro: | Stark |

|                                                            |           |  |
| Blättel 47’, 90’ Kakoko 59’ Hönnscheidt 72’ Zimmermann 86’ | Marcatori |  |

| Arbitro: | Föckler |

|                      |           |  |
| Drews 11’ Kügler 87’ | Marcatori |  |

| Arbitro: | Jupe |

|                                                                   |           |                      |
| Dierßen 53’ Thon 65’ Steubing 74’ (aut.) Abel 90’ Clute-Simon 90’ | Marcatori | 40’ Zimmer 44’ Džoni |

| Arbitro: | Eschweiler |

|              |           |              |
| Steubing 85’ | Marcatori | 53’ Lengerer |

| Arbitro: | Wiesel |

|               |           |                     |
| Buschmann 37’ | Marcatori | 8’ Drews 20’ Kügler |

| Arbitro: | Kautschor |

|                                                 |           |                           |
| Džoni 7’ (rig.) Kügler 25’ Drews 60’ Elgert 68’ | Marcatori | 35’, 89’ Funke 88’ Szesni |

#### Girone di ritorno
| Arbitro: | Hellwig |

|                                    |           |                           |
| Kügler 50’ Steubing 75’ Elgert 77’ | Marcatori | 43’ Rasmussen 49’ Schmitz |

| Arbitro: | Vasel |

|                                 |           |            |
| Lorant 24’ Schaub 46’ Beike 77’ | Marcatori | 66’ Kramer |

| Arbitro: | Michel |

|                               |           |              |
| Džoni 13’ (rig.) Steubing 64’ | Marcatori | 7’ Wohlfarth |

| Arbitro: | Niebergall |

|                                        |           |                 |
| Stickroth 1’ Mähn 35’, 87’ Wöhrlin 90’ | Marcatori | 78’ Schuhmacher |

| Arbitro: | Retzmann |

|                         |           |                             |
| Steubing 44’ Elgert 44’ | Marcatori | 15’, 64’ Günther 65’ Bühler |

| Arbitro: | Kasperowski |

|                            |           |               |
| Vorreiter 1’ Bernecker 89’ | Marcatori | 90’ Wulfmeier |

| Arbitro: | Bodmer |

|                            |           |               |
| Grabotin 30’, 62’ Wolf 76’ | Marcatori | 50’ Wulfmeier |

| Arbitro: | Matheis |

|                                                |           |                                  |
| Kunkel 33’ Kügler 44’ Wulfmeier 73’ Elgert 75’ | Marcatori | 22’ (rig.) Helmes 87’ Kurtenbach |

| Arbitro: | Diekert |

|             |           |                  |
| Demange 33’ | Marcatori | 70’ (rig.) Džoni |

| Arbitro: | Barnick |

|                                                     |           |            |
| Wulfmeier 5’, 20’ Kunkel 60’ Siewert 75’ Elgert 85’ | Marcatori | 66’ Gaedke |

| Stoccarda 7 aprile 1984, ore 15:00 CEST 30ª giornata | Kickers Stoccarda | 0 – 0 referto | Wattenscheid 09 | Kickers-Stadion (3 500 spett.)\| Arbitro: \| Zimmermann \| |
| Arbitro:                                             | Zimmermann        |               |                 |                                                            |

| Arbitro: | Schäfer |

|                      |           |              |
| Elgert 31’ Drews 52’ | Marcatori | 19’ Balewski |

| Arbitro: | Scheuerer |

|                                        |           |            |
| Zimmer 63’ (aut.) Dauber 73’ Allig 86’ | Marcatori | 17’ Elgert |

| Arbitro: | Jupe |

|              |           |                       |
| Steubing 16’ | Marcatori | 18’, 45’ (rig.) Jambo |

| Arbitro: | Michel |

|                                 |           |  |
| Eplinius 30’, 37’ Cestonaro 52’ | Marcatori |  |

| Arbitro: | Ahlenfelder |

|  |           |                           |
|  | Marcatori | 38’ Schipper 73’ Stichler |

| Arbitro: | Kasperowski |

|          |           |           |
| Neipp 6’ | Marcatori | 37’ Džoni |

| Arbitro: | Bruch |

|            |           |           |
| Kügler 84’ | Marcatori | 39’ Hotić |

| Arbitro: | Hellwig |

|                                                  |           |                                          |
| Funke 24’, 32’ Eggeling 73’, 77’ Schock 79’, 89’ | Marcatori | 10’ Tinnefeld 16’, 30’ Kramer 66’ Kügler |

### Coppa di Germania
| Arbitro: | Mierswa |

|                            |           |           |
| Sprangowski 13’ Gaedke 67’ | Marcatori | 26’ Drews |

## Statistiche

### Statistiche di squadra
| Competizione      | Punti | In casa | In casa | In casa | In casa | In casa | In casa | In trasferta | In trasferta | In trasferta | In trasferta | In trasferta | In trasferta | Totale | Totale | Totale | Totale | Totale | Totale | DR  |
| Competizione      | Punti | G       | V       | N       | P       | Gf      | Gs      | G            | V            | N            | P            | Gf           | Gs           | G      | V      | N      | P      | Gf     | Gs     | DR  |
| ----------------- | ----- | ------- | ------- | ------- | ------- | ------- | ------- | ------------ | ------------ | ------------ | ------------ | ------------ | ------------ | ------ | ------ | ------ | ------ | ------ | ------ | --- |
| 2. Bundesliga     | 32    | 19      | 10      | 5       | 4       | 38      | 26      | 19           | 1            | 5            | 13           | 20           | 48           | 38     | 11     | 10     | 17     | 58     | 74     | -16 |
| Coppa di Germania | -     | 0       | 0       | 0       | 0       | 0       | 0       | 1            | 0            | 0            | 1            | 1            | 2            | 1      | 0      | 0      | 1      | 1      | 2      | -1  |
| Totale            | 32    | 19      | 10      | 5       | 4       | 38      | 26      | 20           | 1            | 5            | 14           | 21           | 50           | 39     | 11     | 10     | 18     | 59     | 76     | -17 |

### Andamento in campionato
| Giornata  | 1 | 2  | 3  | 4  | 5  | 6  | 7  | 8  | 9  | 10 | 11 | 12 | 13 | 14 | 15 | 16 | 17 | 18 | 19 | 20 | 21 | 22 | 23 | 24 | 25 | 26 | 27 | 28 | 29 | 30 | 31 | 32 | 33 | 34 | 35 | 36 | 37 | 38 |
| --------- | - | -- | -- | -- | -- | -- | -- | -- | -- | -- | -- | -- | -- | -- | -- | -- | -- | -- | -- | -- | -- | -- | -- | -- | -- | -- | -- | -- | -- | -- | -- | -- | -- | -- | -- | -- | -- | -- |
| Luogo     | T | C  | T  | C  | T  | C  | C  | T  | C  | T  | C  | T  | C  | T  | C  | T  | C  | T  | C  | C  | T  | C  | T  | C  | T  | T  | C  | T  | C  | T  | C  | T  | C  | T  | C  | T  | C  | T  |
| Risultato | N | N  | P  | N  | P  | N  | P  | N  | V  | P  | V  | P  | V  | P  | V  | P  | N  | V  | V  | V  | P  | V  | P  | P  | P  | P  | V  | N  | V  | N  | V  | P  | P  | P  | P  | N  | N  | P  |
| Posizione | 9 | 11 | 15 | 14 | 16 | 17 | 18 | 19 | 15 | 15 | 13 | 15 | 12 | 14 | 13 | 13 | 14 | 12 | 12 | 10 | 10 | 10 | 10 | 10 | 14 | 15 | 15 | 14 | 12 | 13 | 12 | 13 | 13 | 14 | 14 | 14 | 13 | 15 |

Legenda:

Luogo: C = Casa; T = Trasferta. Risultato: V = Vittoria; N = Pareggio; P = Sconfitta.

### Statistiche dei giocatori
| Giocatore      | 2. Bundesliga | 2. Bundesliga | 2. Bundesliga | 2. Bundesliga | Coppa di Germania | Coppa di Germania | Coppa di Germania | Coppa di Germania | Totale   | Totale | Totale      | Totale     |
| Giocatore      | Presenze      | Reti          | Ammonizioni   | Espulsioni    | Presenze          | Reti              | Ammonizioni       | Espulsioni        | Presenze | Reti   | Ammonizioni | Espulsioni |
| -------------- | ------------- | ------------- | ------------- | ------------- | ----------------- | ----------------- | ----------------- | ----------------- | -------- | ------ | ----------- | ---------- |
| S. Allievi     | 0             | 0             | 0             | 0             | 0                 | 0                 | 0                 | 0                 | 0        | 0      | 0           | 0          |
| M. Behrendt    | 37            | 0             | 1             | 0             | 1                 | 0                 | 0                 | 0                 | 38       | 0      | 1           | 0          |
| J. Dohn        | 1             | 0             | 1             | 0             | 0                 | 0                 | 0                 | 0                 | 1        | 0      | 1           | 0          |
| G. Drews       | 36            | 7             | 4             | 0             | 1                 | 1                 | 0                 | 0                 | 37       | 8      | 4           | 0          |
| T. Duschanski  | 0             | 0             | 0             | 0             | 0                 | 0                 | 0                 | 0                 | 0        | 0      | 0           | 0          |
| V. Džoni       | 38            | 6             | 3             | 0             | 1                 | 0                 | 0                 | 0                 | 39       | 6      | 3           | 0          |
| N. Elgert      | 31            | 7             | 3             | 0             | 1                 | 0                 | 0                 | 0                 | 32       | 7      | 3           | 0          |
| U. Gentze      | 0             | 0             | 0             | 0             | 0                 | 0                 | 0                 | 0                 | 0        | 0      | 0           | 0          |
| K. Gerban      | 27            | 0             | 1             | 1             | 1                 | 0                 | 0                 | 0                 | 28       | 0      | 1           | 1          |
| B. Granitza    | 1             | 0             | 0             | 0             | 1                 | 0                 | 0                 | 0                 | 2        | 0      | 0           | 0          |
| K. Kramer      | 20            | 4             | 3             | 0             | 1                 | 0                 | 1                 | 0                 | 21       | 4      | 4           | 0          |
| P. Kunkel      | 29            | 3             | 4             | 0             | 1                 | 0                 | 0                 | 0                 | 30       | 3      | 4           | 0          |
| H. Kügler      | 37            | 14            | 3             | 0             | 1                 | 0                 | 0                 | 0                 | 38       | 14     | 3           | 0          |
| M. Schuhmacher | 28            | 1             | 5             | 0             | 0                 | 0                 | 0                 | 0                 | 28       | 1      | 5           | 0          |
| T. Siewert     | 32            | 3             | 7             | 2             | 1                 | 0                 | 0                 | 0                 | 33       | 3      | 7           | 2          |
| W. Steeger     | 36            | 0             | 9             | 0             | 1                 | 0                 | 0                 | 0                 | 37       | 0      | 9           | 0          |
| W. Steubing    | 27            | 5             | 1             | 0             | 0                 | 0                 | 0                 | 0                 | 27       | 5      | 1           | 0          |
| M. Tilner      | 23            | 0             | 0             | 0             | 1                 | 0                 | 1                 | 0                 | 24       | 0      | 1           | 0          |
| G. Tinnefeld   | 31            | 1             | 6             | 0             | 1                 | 0                 | 0                 | 0                 | 32       | 1      | 6           | 0          |
| H. Wulfmeier   | 18            | 5             | 2             | 0             | 0                 | 0                 | 0                 | 0                 | 18       | 5      | 2           | 0          |
| H. Zimmer      | 25            | 1             | 4             | 0             | 0                 | 0                 | 0                 | 0                 | 25       | 1      | 4           | 0          |